# Love Performance
Az Love Performance Olivia Newton-John első, 1976-ban Japánban felvett majd 1981-ben megjelent koncertalbuma, mely az azonos című koncerten készült. A koncertről tévéfelvétel is készült.

## Az album ismertetése
1976 végén Olivia új, Don’t Stop Believin’ című albumának reklámozására Love Performance Tour címmel koncertkörutat tartott Japánban, ahol már évek óta nagy népszerűséget élvezett. A koncertlemez anyagát az 1976. december 3-i és 4-i koncerteken vették fel az oszakai Festival Hall koncertteremben, Olivia régebbi sikerei helyett inkább az újabb dalokra helyezve a hangsúlyt. Az egyik koncertről nagy sikerű televíziós felvétel is készült. A képanyag sohasem jelent meg hivatalosan, de internetes forrásokban időnként fellelhető. Az egyetlen alkalommal és csak hanglemezen megjelent különlegesen jó hangminőségű koncertlemez mára nehezen beszerezhető ritkaságnak számít. A körúton a zenekar tagjaként Olivia régi barátja, producere, sok számának írója, a The Shadows együttes akkori tagja, John Farrar is részt vett. A vokál tagjai között Olivia barátnője, egykori duó partnere, John Farrar felesége, Pat Farrar (Pat Carroll)) is szerepel.

## Érdekességek
A napjainkban általános szokássá vált látványos és megkoreografált koncertekkel szemben Olivia spontán, a helyzetnek megfelelő folyamatos kontaktust tartott a közönséggel. A nem stadionban, hanem elegáns koncertteremben tartott előadás során azonban nem igazán tudta, hogyan kezelje az udvarias, de igen lelkes és bekiabáló japán közönséget, a nevét bekiabáló rajongók és nekik szóló válaszai kedves színfoltjai a felvételnek. 
Az egyetlen melléfogott hang nélkül végigénekelt, teljesen élő koncert során egy alkalommal Olivia annyira kifulladt, hogy két szám között rövid időre le kellett állnia. Csak ezen a lemezen jelent meg a Casablanca című filmben a bárzongorista által játszott As Time Goes By, melyet akkoriban Olivia gyakran énekelt koncertjein.
A koncert egy részénél van egy, a közönség hatalmas sikerét élvező „vetkőzős” jelenet. Itt mindössze annyi történt, hogy a kimelegedett Olivia hosszú felsőjét levette és a továbbiakban ujjatlan ruhában folytatta az éneklést.

## Az album dalai
- Country Roads
- The Air That I Breathe
- Don’t Stop Believin’
- Let Me Be There
- Pony Ride
- Nevertheless~As Time Goes By (más albumon nem jelent meg)
- Love Is Alive
- New Born Babe
- Something Better To Do
- Jolene
- Have You Never Been Mellow
- If You Love Me Let Me Know
- I Honestly Love You

## Közreműködők
- Vokál – Donna Fein, Muffy Hendrix, Pat Farrar (Pat Carroll)
- Basszusgitár – Abe Laborial
- Dob – Peter Donald
- Akusztikus gitár – Rick Ruskin
- Szólógitár – John Farrar
- Ritmusgitár – Skip Griparis
- Fémgitár – Doug Livingston
- Zongora – Greg Mathieson
- Szintetizátor – Doug Livingston
- Hangmérnök – Bill Schnee

## Kiadás
Toshiba-EMI Japan EMS-91010, a Japánban, egyetlen alkalommal és kizárólag hanglemezen megjelent album mára különleges ritkaság.